# Plaque d'immatriculation libanaise

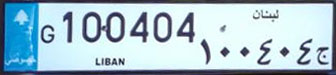
Plaque actuelle

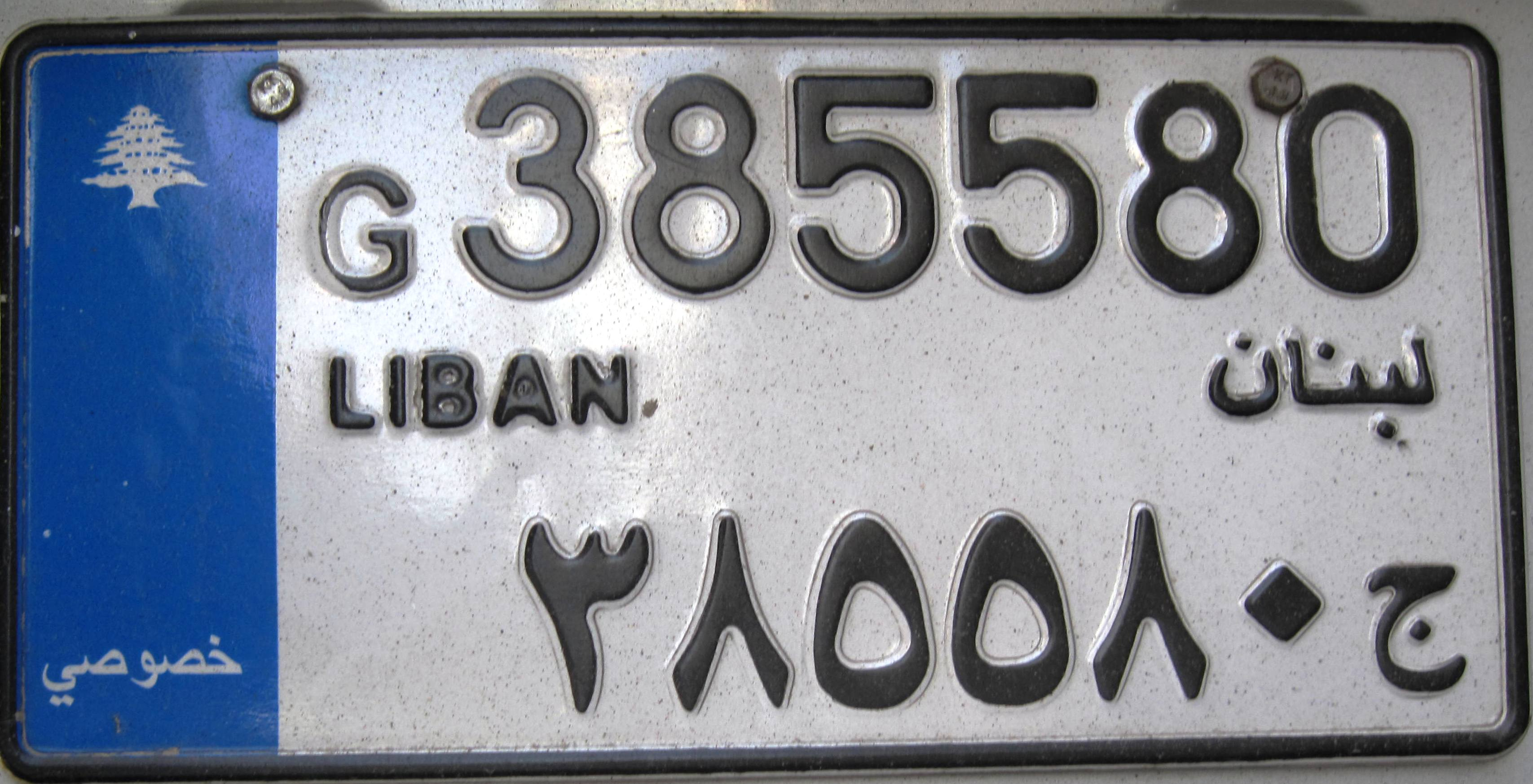
Plaque de motocycle

Les plaques d'immatriculation des véhicules libanais comportent le nom du pays, un nombre de trois à sept chiffres et une lettre repérant le centre immatriculateur.

## Systèmes d'écriture
Ces plaques ont la particularité de faire figurer le même numéro dans deux systèmes d'écriture :
- une lettre arabe et des chiffres arabo-indiens (système levantin).
- une lettre latine et des chiffres arabes (système d'Europe occidentale). Le nom du pays est en français.

## Couleurs des plaques et des écritures

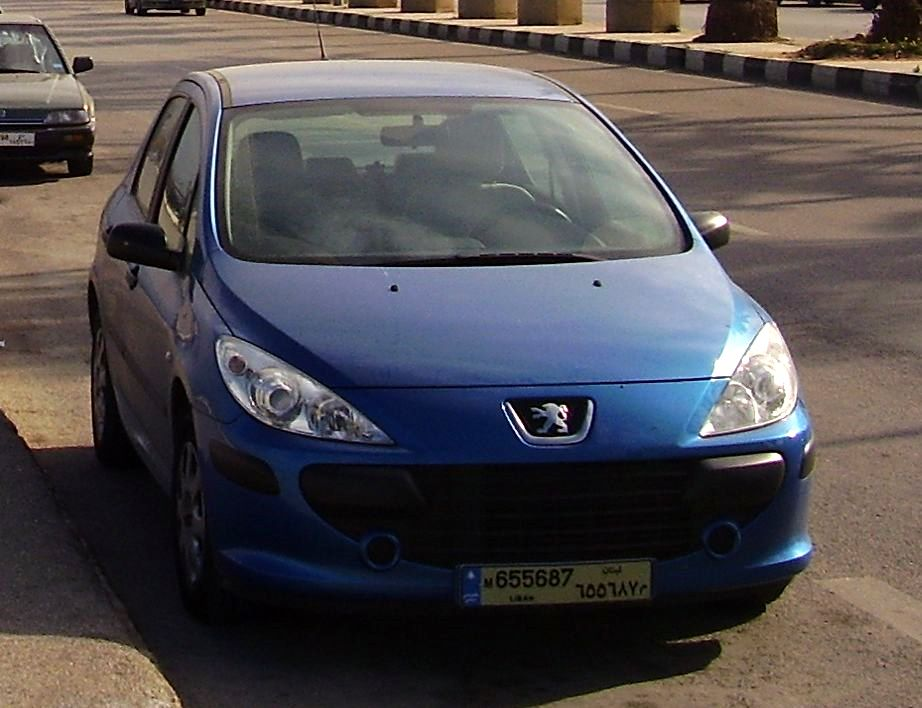
Véhicule immatriculé à Mkalles

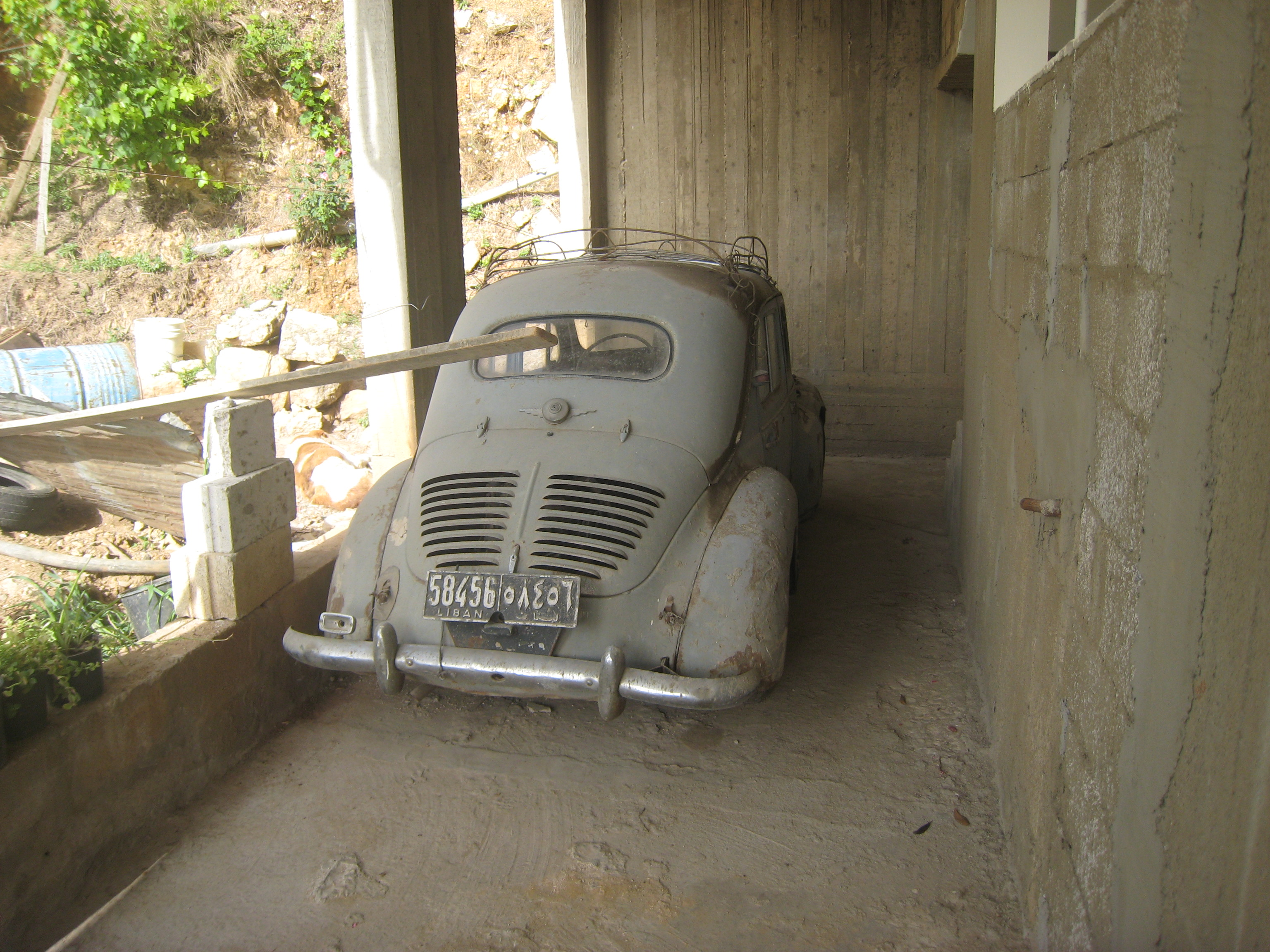
Véhicule portant les anciennes plaques noires avec des caractères blancs

Les voitures particulières ont des plaques d'immatriculation blanches à caractères noirs. Autrefois les plaques étaient noires avec des caractères blancs.
Les taxis, autocars et camions assurant un service de transport en commun ont des plaques rouges constituées sur le même modèle.
Le corps diplomatique a des plaques comportant une lettre D, et depuis 2003 un fond de couleur jaune.
Les plaques du Ministère de la Justice comportent la lettre J et une balance comme symbole de la justice.
Les plaques de garages ont un fond de couleur vert clair et comportent la mention "essai" en lettres arabes.
Les plaques de voitures de location sont aussi de couleur verte.

## Centres immatriculateurs
Huit centres immatriculateurs sont répartis sur le territoire du pays. Ils sont identifiés par la lettre arabe et latine située en tête de l'immatriculation. 
Du Nord au Sud et d'Ouest en Est, ce sont :
| Lettre latine | Centre immatriculateurs            | Lettre arabe |
| ------------- | ---------------------------------- | ------------ |
| T             | Tripoli (Nord)                     | ﻁ            |
| G             | Jounieh (Mont-Liban)               | ﺝ            |
| M             | Mkalles (banlieue-Est de Beyrouth) | ﻡ            |
| B             | Beyrouth ville                     | ﺏ            |
| O             | Ouzaï (banlieue-Sud de Beyrouth)   | ﻭ            |
| S             | Saïda                              | ﺹ            |
| N             | Nabatieh                           | ﻥ            |
| Z             | Zahlé (Bekaa)                      | ﺯ            |

## Personnalisation des plaques
Par ailleurs, il est possible de personnaliser sa plaque d'immatriculation moyennant finance. C'est d'ailleurs un véritable business au Liban.
La plaque d'immatriculation libanaise disposant en général de six chiffres, moins il y a de chiffres, plus le prix de la plaque est élevé, le minimum étant trois chiffres. Il se raconte que le numéro 500 aurait été vendu 25 000 US $. Notons au passage qu'il existe désormais des plaques à sept chiffres afin de faire face au nombre toujours plus croissant de véhicules au Liban.
Les Libanais étant réputés pour aimer la frime, il est très courant de croiser des voitures particulières avec des plaques comportant trois ou quatre chiffres ou alors avec des suites ou des redondances de numéros, comme 24 25 26 ou encore 555555.
Cependant, la nouvelle administration veille à réguler voire à stopper ce trafic. Dorénavant, il est devenu très compliqué de demander à la Préfecture un numéro particulier. Ainsi, pour obtenir un "beau numéro", il reste à contacter les propriétaires des plaques d'immatriculation.

## Galerie des plaques d'immatriculation historiques

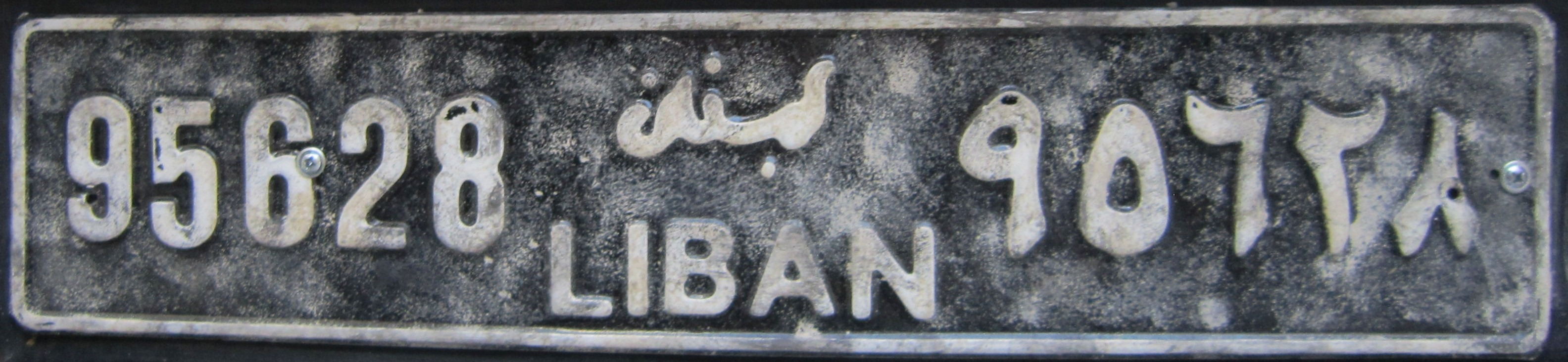
Plaque ancienne
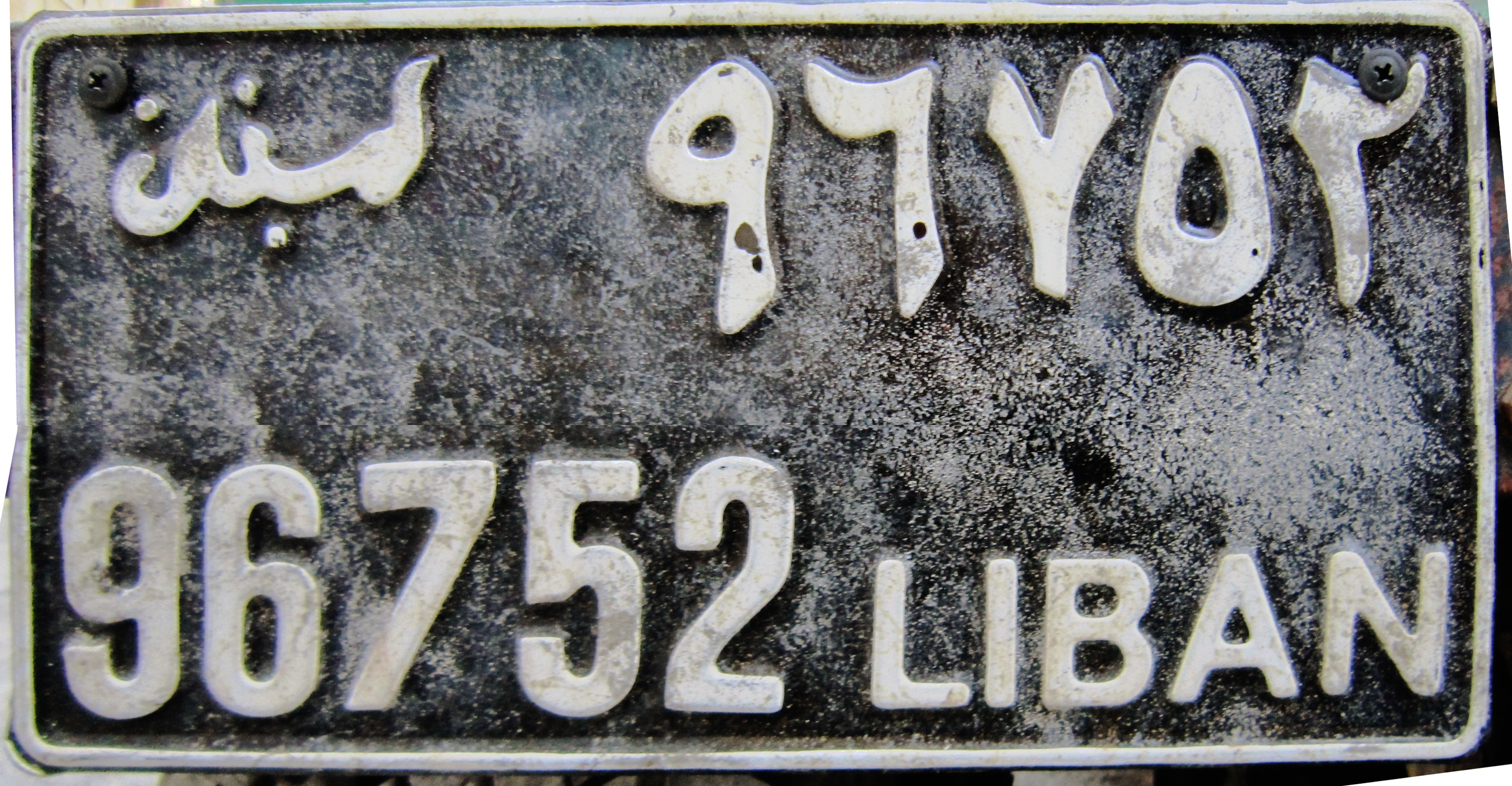
Plaque ancienne